# Seznam moravských šlechtických rodů, F
Tento seznam obsahuje výčet šlechtických rodů, které byly v minulosti spjaty s Markrabstvím moravským. Podmínkou uvedení je držba majetku, která byla v minulosti jedním z hlavních atributů šlechty, případně, zejména u šlechty novodobé, jejich služby ve státní správě na území Moravy či podnikatelské aktivity. Platí rovněž, že u šlechty, která nedržela konkrétní nemovitý majetek, jsou uvedeny celé rody, tj. rodiny, které na daném území žily alespoň po dvě generace, nejsou tudíž zahrnuti a počítáni za domácí šlechtu jednotlivci, kteří na Moravě vykonávali pouze určité funkce (politické, vojenské apod.) po přechodnou či krátkou dobu. Nejsou rovněž zahrnuti církevní hodnostáři z řad šlechty, kteří pocházeli ze šlechtických rodů z jiných zemí.

## F
- Felčanové z Hrabové[1]
- Fellnerové z Feldeka[1]
- Fikarové z Vratu[1]
- Flašárové z Dolan[1]
- Flottové z Bocksteina[1]
- de la Fontaine et d’Harnoncourt-Unverzagtové[2]
- Frankové z Andratu[1]
- Freisichselbstové z Freudenbachu[1]
- Freislebenové z Bischofshofenu[1]
- z Freyenfelsu
- Friesové von Friesenberg[2]
- Frodlové z Tatenic[1]
- Fučikovští z Grünhofu[2]
- Fuxové z Badenu[1]